# Умивання рук

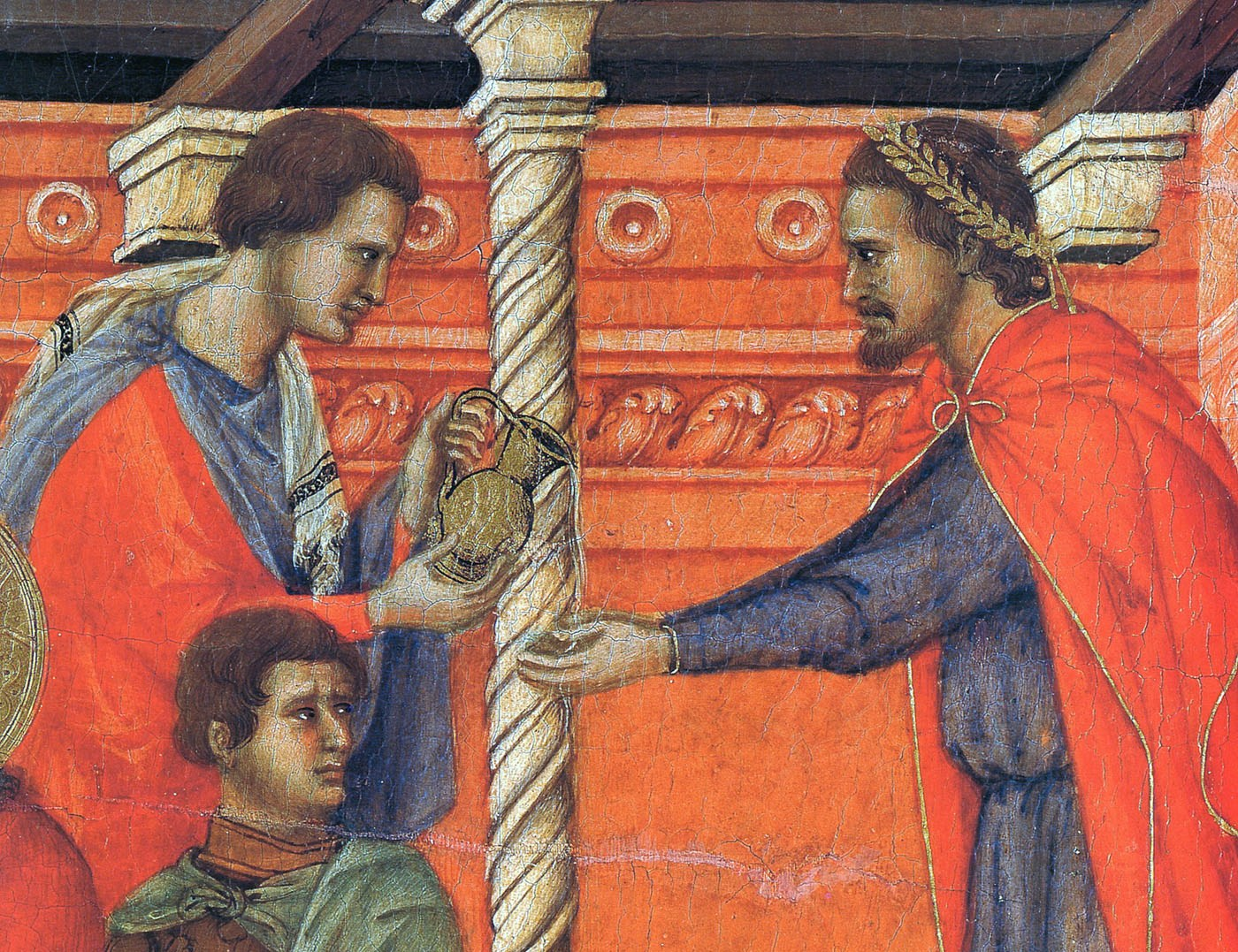
«Пілат умиває руки»
(Дуччо. «Маеста», деталь)

Умивання рук — вид ритуального обмивання в різних релігіях, а також крилатий вираз, що означає «усунутися від відповідальності, оголосити про свою неучасть у справі» (відоме словосполучення «я вмиваю руки»).

## Походження
Походить від стародавнього східного обряду ритуального обмивання рук. У випадку, коли вбивця людини невідомий, книга Повторення закону вказує принести в жертву телицю, «і всі старійшини того міста, близькі до вбитого, нехай обмиють свої руки над головою телиці, що в долині, і оголосять: руки наші не пролили крові цієї, а очі наші не бачили».

## Юдаїзм

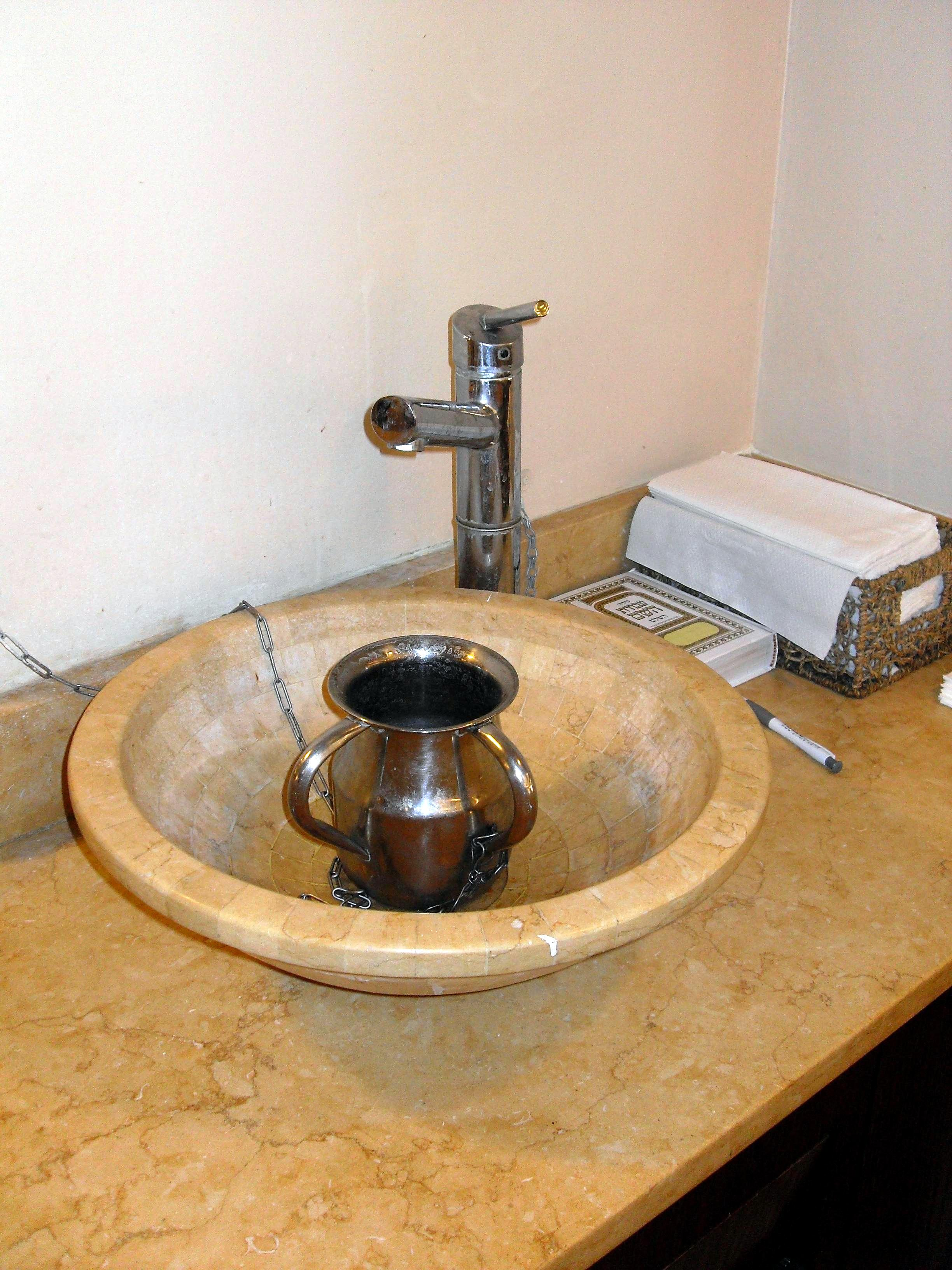
Облаштування для ритуального омивання рук в готелі Єрусалима

Ритуальне омивання рук нетілат йадаїйм (Netilat Jadajim (נטילת ידיים)) детально описане в Мішні і Талмуді . Сучасні юдеї здійснюють обмивання рук (нетілат йадаїм), прокинувшись від сну (Negel Vasser), перед (Netilat Jadajim) і після (Majim acharonim) споживання хліба, перед молитвою, після поховальної церемонії чи відвідин кладовища (tumat meit).  У П'ятикнижжі  названо заповіддю обмивання рук і ніг тільки священниками перед жертвопринесенням. 

## Євангелія
У Новому завіті омивання рук розглядається лише як народний звичай:
 Фарисеї ж і деякі з книжників, які були прийшли з Єрусалиму, зібрались коло Ісуса.  І бачивши, що дехто з його учнів їсть хліб нечистими, тобто немитими руками, —  бо фарисеї й усі юдеї, додержуючи передання старших, не їдять, поки не вимиють добре рук,  і не споживають, повернувшися з торгу, поки себе не покроплять, та й багато іншого вони перейняли й дотримують: миття чаш, глеків, мосяжного посуду, —  отож питали його книжники та фарисеї: Чом твої учні не поводяться за переданнями старших, а їдять немитими руками?  Він же відповів їм: Добре пророкував про вас, лицемірів, Ісая, як ото написано: Народ цей устами мене почитає, серце ж їхнє далеко від мене;  та вони марно мене почитають, навчаючи наук — наказів людських.  Заповідь Божу занедбавши, притримуєтеся ви передання людського: обмиваєте глеки та кухлі й ще багато в тому роді.  І сказав їм: Красненько відкидаєте заповідь Божу, щоб зберегти ваше передання.

### Суд Пілата
Своє поширення в сучасному значенні вираз отримав завдяки сюжету, описаному в Євангелії від Матвія. Римський прокуратор Понтій Пілат під час суду над Христом здійснив прийняте серед юдеїв ритуальне обмивання рук в знак непричетності до здійснення вбивства: «Пилат, бачивши, що нічого не вдіє, а заколот дедалі більшає, взяв води й умив перед народом руки та й каже: “Я невинний крови праведника цього; ви побачите.”».

## Сучасне вживання
1. Сучасні юдеї здійснюють обмивання рук перед і після споживання їжі, перед священнодійством. Цей вид ритуального обмивання є найпоширенішим (рідше відбуваються обмивання рук і ніг і повне обмивання).
2. У мусульман омивання рук не є самостійним обрядом, а виконується як частина ритуального очищення перед намазом (салят).
3. У синтоїзмі один із видів ритуального очищення — місогі («обмивання») — полягає в обмиванні водою рук і роту.